# Deinophloeus sheilae
Deinophloeus sheilae is een keversoort uit de familie dwergschorskevers (Laemophloeidae). De wetenschappelijke naam van de soort werd in 1982 gepubliceerd door Oldfield Thomas.